# Miconia centrosperma
Miconia centrosperma es una especie de planta con flor en la familia de las Melastomataceae. Es originaria de  Centroamérica.

## Distribución y hábitat
Son árboles con ramitas distales aplanadas y con dos bordes cuando jóvenes, volviéndose redondeadas con la edad; vástagos jóvenes, entrenudos distales, pecíolos, superficies del envés, inflorescencias e hipantos densamente estrellado-lepidotos y pardo-rojizos. Hojas de un par opuesto iguales, 7.5-12 × 2.4-4 cm, elípticas a elíptico- lanceoladas. Panículas 2-2.5 cm, más cortas que las hojas subyacentes; flores sésiles; bractéolas 3-4 × c. 0.5 mm, linear-oblongas a oblanceoladas, totalmente estrellado-lepidotas, en apariencia prontamente caducas y principalmente carentes en la antesis. Flores 5-meras. Cáliz cerrado en el botón y partiéndose en la antesis en lobos más o menos irregulares persistentes, la mayoría de 2 mm. Pétalos de 4 × 2 mm, oblongo-obovados, truncados a oblicuos apicalmente, glabros, blancos pero tornándose rosado según reportes. Los frutos son bayas 3-4 × c. 4 mm; semillas de 0.5 mm, cuneadas, angularmente estriadas con un espolón conspicuo en el extremo más ancho truncado.
Se encuentra en las selvas altas perennifolias, márgenes de lagos, a una altitud de 200-500 metros. La especie se encuentra en pequeñas localidades a lo largo de la carretera de El Llano a Carti Tupile en Kunayala Reserva Indígena. Otras colecciones indeterminados, sospechosas de ser esta especie, vienen del este, incluyendo algunas del parque nacional Chagres y Kunayala Reserva Indígena.

## Taxonomía
Miconia centrosperma fue descrita por Almeda y publicado en Brittonia 35(1): 42, f. 1. 1983.
Etimología
Miconia: nombre genérico que fue otorgado en honor del botánico catalán Francisco Micó.
centrosperma: epíteto griego de kentron = "un estímulo" y sperma = "semilla".